# 布師田站
布師田站（日语：／ Nunoshida eki */?）是一位於日本高知縣高知市布師田、隸屬於四國旅客鐵道（JR四國）的鐵路車站。車站編號為D42。
本站位處於國分川旁邊，往土佐大津站方向連續鐵橋跨過河面，開業時原為地面站，由於原鐵橋需要更換，於是在舊站北面約15米的距離興建新車站及鐵橋，並將新車站升高，變為架空車站，令它成為繼土佐北川站後，土讚線內第二個架空車站。

## 車站結構
現時車站為1面1線設計，屬於單線雙程路段，由路面經斜道便能到達月台，而自動售票機則設於候車亭近出入口旁。原站的有蓋候車區較小，但改建後有蓋的候車等候間長度約有1卡列車長度，而月台總長度則為4卡列車。
下行列車絕大部份均以高知站為終點，而上行列車則以土佐山田站為終點或在後免站直接駛入土佐黑潮鐵道阿佐線。

### 月台配置
| 路線    | 方向     | 目的地                               |
| ------- | -------- | ------------------------------------ |
| ■土讚線 | （下行） | 高知、伊野、須崎、窪川方向           |
| ■土讚線 | （上行） | 阿波池田、土佐山田、安藝、奈半利方向 |

## 歷史
- 1952年4月15日：開業。
- 1987年4月1日：日本國鐵分割民營化，車站的營運由JR四國繼承。
- 2003年3月7日：因更換國分川橋樑，車站向北移約15米並高架化。

## 相鄰車站
四國旅客鐵道（JR四國）
■土讚線（一部分普通列車通過） 
土佐大津（D41）－布師田（D42）－土佐一宮（D43）

## 外部連結
- JR四國布師田站發車資訊

: